# Kaine (mangá)
Kaine: Endorphins – Between Life and Death é um mangá shōjo escrito e ilustrado por Kaori Yuki. Consiste em quatro histórias: a história do título gira em torno de um menino que assume o papel de seu falecido gêmeo rockstar, enquanto "Magical Mystery Tour" se concentra em uma garota que ganha uma viagem para Los Angeles e se vê envolvida em um plano para roubar uma herança. "Orange Time Bomb" lida com as lutas interpessoais dos membros da banda Orange Bombs, e sua sequência, "Tokyo Top", foca no cantor da banda buscando uma carreira de ator e um triângulo amoroso que se segue entre os atores.
O conceito e os personagens de "Kaine" foram feitos em um dia, embora as limitações das páginas afetassem algumas cenas e o desenvolvimento dos personagens. Yuki posteriormente demonstrou não concordar com a inclusão de "Orange Time Bomb", "Tokyo Top" e "Magical Mystery Tour" junto com Kaine por elas já serem histórias velhas: as três histórias apareceram de várias maneiras na revista de mangá japonesa Hana to Yume e sua "irmã", a revista Bessatsu Hana to Yume de 1988 a 1990, enquanto "Kaine" foi uma série de duas partes na revista Hana to Yume, em 1996. Contudo, a editora Hakusensha posteriormente compilou as quatro histórias em um único volume encadernado e o publicou em outubro de 1996; foi relançado em setembro de 2009. A coleção foi traduzida para outros idiomas, incluindo o francês, italiano e alemão. Os críticos geralmente gostaram de "Kaine" por seu enredo inspirado no rock, enquanto as outras três histórias eram vistas como interessantes por terem sido obras do começo de sua carreira como mangaká.

## Enredo
"Kaine" segue Shinogu, o irmão gêmeo despretensioso do rockstar que dá nome a história.[carece de fontes?] Ao acordar, Shinogu descobre que um acidente de carro que o deixou em coma matou Kaine, e ele é forçado pela empresária de Kaine, Oda, a assumir a identidade de Kaine como uma forma de recuperar os custos consideráveis associados ao encobrimento dos escândalos de Kaine. Shinogu passa a suspeitar que seu irmão gêmeo foi assassinado e, com a ajuda do guitarrista de Kaine e amigo de colégio Die, ele descobre que o sucesso da banda não veio de trabalho árduo ou talento, mas de uma onda induzida nos ouvintes por uma mensagem secreta codificada no CD, que eventualmente leva ao suicídio. A dupla questiona Oda sobre esta revelação, e Shinogu concorda com um show final para homenagear seu irmão. Oda, no entanto, planeja que os dois sejam assassinados para proteger a sua empresa. Evitando a morte por pouco, Die resgata Shinogu no palco, o que desencadeia suas memórias reprimidas: "Shinogu" percebe que foi Kaine o tempo todo. Incapaz de lidar com sua educação destrutiva e as exigências da fama, ele conspirou para trocar de lugar com seu irmão gêmeo, a quem invejava por sua natureza despreocupada e inocente. Embora Kaine não tenha conseguido prosseguir com seus planos de assassinar seu irmão gêmeo, Shinogu morreu no acidente de carro e o corpo de Kaine foi confundido com o seu. Kaine, finalmente lembrando de seu passado, então se atira no palco para o horror de Die. A história acaba com Kaine acordando no hospital novamente com a presença de Die: Die afirma que seu passado como Kaine foi somente um pesadelo, enquanto em sua cabeça se desespera por Kaine sempre ter sido capaz de controlá-lo.
"Magical Mystery Tour" centra-se em Saya Morikawa, uma adolescente que ganha uma viagem para Los Angeles, Califórnia. Junto com seu guia, Minobu Kishida, ela fica na casa de Takako Tojo, a viúva do presidente da empresa. Lá, Saya é incomodada por avisos de uma mulher misteriosa e é repetidamente confundida com a filha ausente de Takako, Shoko. Conforme a história avança, é revelado que Minobu e Takako conspiraram para matar Shoko, que havia herdado todas as propriedades de seu pai. Quando eles não conseguem encontrar seu cadáver para usar como prova de sua morte, eles decidiram matar Saya e substituir seu cadáver. Atormentado pela culpa, Minobu resgata Saya, e Shoko confronta-os, depois de ter recorrido à ajuda de Saya. Takako e Minobu são presos e Saya retorna ao Japão, sonhando com seu retorno a Los Angeles e todos os passeios turísticos para fazer lá.
"Orange Time Bomb" começa com Jam, uma jovem que esbarra em Tatsumi, o guitarrista e compositor adolescente da banda Orange Bombs. Ao arrancar acidentalmente seus óculos de sol, ela descobre seu segredo: sem eles, ele cora na presença de mulheres. Enquanto Tatsumi e Guy brigam por causa de sua carga de trabalho compartilhada, Jam eventualmente encontra Tatsumi e ameaça revelar seu segredo a menos que ele saia com ela. Eles eventualmente se unem por memórias compartilhadas de seus passados, e mais tarde, Guy abraça Jam, desejando separar os dois; ao fazer isso, ele é fotografado por um paparazzo. Guy e Tatsumi se reconciliam com o objetivo de pegar a câmera, que acaba sendo destruída.
"Tokyo Top", a história sequencial de "Orange Time Bomb", que segue Guy enquanto ele atua ao lado de Satsuki, uma cantora obstinada, no set de um filme de ficção científica. Satsuki termina em um triângulo amoroso com Guy e outro ator, o mulherengo e arrogante Ibe. Quando ela descobre sobre o plano de Ibe para espancar Guy durante a filmagem de uma cena, ela corre para interceder, lutando contra seus agressores. Ela confessa seu amor por ele e seus temores de que ele nunca poderia amá-la porque ela é obstinada. A história termina com eles assistindo ao filme juntos.

## Desenvolvimento e publicação
O conceito e os personagens de "Kaine" foram todos feitos em um dia. Devido às limitações de página e prazos, a artista de mangá Kaori Yuki foi incapaz de dar corpo a alguns dos personagens, algo que ela lamentou no posfácio. Ela disse que, por causa disso, alguns personagens eram involuntariamente cômicos. Ela também observou como as limitações de páginas afetaram as cenas em que Kaine escapa de ser assassinado por Oda ou quando ele canta no show no clímax. Die era seu personagem favorito de desenhar e, no final original, ela pretendia que ele enlouquecesse. Embora ela tenha visitado um estúdio de música para coletar impressões para "Kaine", ela não usou nenhuma delas, nem usou um modelo para nenhum dos personagens.
Yuki expressou seu constrangimento em incluir as outras três histórias na coleção, devido a elas serem suas primeiras histórias. Em sua retrospectiva sobre "Magical Mystery Tour", ela disse que a arte era "amadora". "Orange Time Bomb" é do início de sua carreira, quando ela escrevia mangás de comédia romântica. Ela estava tendo dificuldade para vender suas histórias de mangá, e um colega mais velho a avisou que ela não teria sucesso com as histórias e ilustrações específicas que ela estava querendo. Ela então mudou os gêneros para a comédia romântica e, embora tivesse algumas histórias publicadas, ela estava infeliz. Foi só depois dela escrever uma minissérie "sombria e assustadora", com respostas cada vez mais favoráveis dos leitores, que seu editor lhe disse para fazer histórias semelhantes. Seu sucesso com o próximo mangá que escreveu, The Cain Saga, a convenceu de que histórias "sombrias" junto ao gênero gótico eram mais adequados para seu estilo e potencial.
Referências culturais a filmes e música podem ser encontradas na coleção de histórias: o título de "Tokyo Top" vem do filme Tokyo Pop (1988), e alusões visuais a The Rocky Horror Picture Show (1976) aparecem perto do final do mangá. Além disso, o título de "Orange Time Bomb" foi sugerido como sendo uma alusão ao romance A Clockwork Orange (1962) e seu filme relacionado, enquanto "Magical Mystery Tour" pode ser uma referência ao álbum dos Beatles de mesmo nome (1967).
"Tokyo Top" apareceu na primeira edição da revista japonesa de mangá Hana to Yume em 1989, enquanto "Orange Time Bomb" e "Magical Mystery Tour" foram publicadas em sua revista de mangá irmã Bessatsu Hana to Yume em 1988 e 1990, respectivamente. "Kaine" foi publicada e serializada na sexta e sétima edições da revista Hana to Yume, em 1996. As histórias foram compiladas em um volume encadernado pela Hakusensha e publicadas em 18 de outubro de 1996. Posteriormente, foi republicado em 15 de setembro de 2009. Foi traduzido para outras línguas, incluindo o francês pela Tonkam, para o italiano pela Panini Comics e para o alemão pela Carlsen Comics.

## Recepção
Os críticos geralmente apontam Kaine como o destaque da coleção, citando a narrativa intrigante centrada no rock. Um crítico do Manga Sanctuary observou que, apesar da falta de profundidade em alguns personagens, "Kaine" estava entre os melhores mangás de Yuki, complementando seu comentário ao elogiar sua arte e seu "final sublime". Faustine Lillaz, do Planete BD, gostou da premissa da história, da arte e do design dos personagens, mas escreveu que o enredo resultante era desnecessariamente complicado e teria se ficado melhor se tivesse mais páginas, para dar corpo aos eventos. Por outro lado, o outro revisor do Manga Sanctuary interpretou a narrativa de Kaine como uma caricatura cheia de clichês com uma arte que, embora melhor do que a maioria dos outros mangás shōjo, era apenas aproveitável.
As outras três histórias receberam uma série de reações, com sua idade em relação a Kaine frequentemente comentada. Alguns críticos escreveram que eram histórias interessantes como sendo do início da carreira de Yuki como mangaká. Segundo o revisor do Manga News, o formato das histórias e a arte eram uma reminiscência de The Cain Saga, e as próprias histórias eram "revigorantes". A Planete BD, no entanto, considerou as histórias amadoras e desinteressantes.